# Carte du royaume d'Amour
La Carte du royaume d'Amour est un texte publié dans le Recueil des pièces en prose les plus agréables de ce temps, en 1659, et attribué à Tristan L'Hermite. Il s'inscrit dans la tradition précieuse initiée par Madeleine de Scudéry avec la Carte de Tendre.

## Présentation

### Contexte
La Carte du royaume d'Amour, publiée dans le Recueil des pièces en prose les plus agréables de ce temps en 1659, est attribuée à Tristan L'Hermite. Charles Sorel, dans sa Bibliothèque Françoise de 1667, renonce à en dater le texte : « Quoiqu'on assure qu'elle vient de M. Tristan, il serait malaisé de savoir en quel temps elle a été faite, si ce n'est au temps où ceci était fort en vogue ».

### Éditions
Adolphe van Bever en 1909, puis Amédée Carriat en 1960, reproduisent le texte intégral de la Carte du royaume d'Amour dans leurs Choix de pages de Tristan L'Hermite.

## Analyse
La Carte du royaume d'Amour de Tristan apparaît « satirique, mais non moins analytique et par surcroît spirituelle ». Ainsi de Cœur, « la vraie Capitale du royaume : on l'appelle aussi Amour-céleste ou Sainteté-monastique. Cette ville est perchée sur une montagne dont le sommet se perd dans les nues. On y mange peu, on n'y dort guère, la police y est fort sévère. Et pourtant on y est très heureux, l'âme connaît le repos perpétuel, même quand le corps est en peine. Mais Tristan est-il sûr que cette demeure existe vraiment ? »

### Édition originale
- Charles de Sercy, Recueil des pièces en prose les plus agréables de ce temps, Paris, Au Palais, dans la salle Dauphine, 1659, 407 p. (lire en ligne), p. 324-331

#### Anthologies
- Amédée Carriat (présentation et annotations), Tristan L'Hermite : Choix de pages, Limoges, Éditions Rougerie, 1960, 264 p.
- Adolphe van Bever (notice et appendices), Tristan L'Hermite, Paris, Mercure de France, coll. « Les plus belles pages », 1909, 320 p. (lire en ligne)

#### Œuvres complètes
- Jean-Pierre Chauveau et al., Tristan L'Hermite, Œuvres complètes (tome II) : Poésie I, Paris, Honoré Champion, coll. « Sources classiques » (no 41), 2002, 562 p. (ISBN 978-2-745-30606-7), p. 529-540

### Ouvrages généraux
- René Bray, La Préciosité et les Précieux : de Thibaut de Champagne à Jean Giraudoux, Paris, Éditions Albin Michel, 1948, 406 p.
- Charles Sorel, La bibliothèque françoise, Paris, Compagnie des libraires du Palais, 1667, 451 p. (lire en ligne)

### Biographie
- Napoléon-Maurice Bernardin, Un Précurseur de Racine : Tristan L'Hermite, sieur du Solier (1601-1655), sa famille, sa vie, ses œuvres, Paris, Alphonse Picard, 1895, XI-632 p.